# Eupatorina sophiifolia
Eupatorina es un género botánico monotípico perteneciente a la familia de las asteráceas. Su única especie : Eupatorina sophiifolia es originaria de América.

## Descripción
Las plantas de este género sólo tienen disco (sin rayos florales) y los pétalos son de color blanco, ligeramente amarillento blanco, rosa o morado (nunca de un completo color amarillo).

## Taxonomía
Eupatorina sophiifolia fue descrita por   (L.) R.M.King & H.Rob.  y publicado en Phytologia 21: 397. 1971.
Sinonimia
- Eupatorium sophiaefolium L.
- Eupatorium sophiifolium basónimo
- Eupatorium sophioides DC.
- Mikania sophiaefolia (L.) Spreng.	[5]